# Загублені Руїни Арнаку
Загублені Руїни Арнаку (англ. Lost Ruins of Arnak) — настільна гра 2020 року від дуету чоловіка та дружини Міхала «Елвен» Штаха та Мікаели «Мін» Штахової. Вона отримала нагороду «Гра року» на Board Game Quest Awards у 2020-му році. а також Deutscher Spiele Preis 2021 року. В Україні локалізована видавництвом «Lord of Boards».

## Ігровий процес
Загублені Руїни Арнаку використовує комбінацію механізмів колодобудування та розміщення робітників в основі ігрового процесу. Гра триває 5 раундів. Протягом кожного раунду гравці по черзі вибирають різні дії. У свій хід гравці можуть керувати своїми картками, посилати своїх археологів відкривати нові місця, розкопувати вже досліджені, перемагати охоронців або досліджувати загублений храм.
Відкриття нових місць розширює вибір можливих місць розкопок, але також пробуджує охоронця, що може призвести до штрафу під час підрахунку очок. Розкопки винагороджують гравців скарбами та ресурсами, які можна використовувати для подальшого прогресу. Дослідження надають гравцям різноманітні бонуси та все більше переможних очок у міру просування по шляху дослідження. Кожен гравець починає з однаковим набором карт у колоді, яку можна покращувати протягом гри. Більшість карт можна грати лише заради їх ефекту, тоді як для деяких дій гравці потребують додаткового використання карт. Після останнього раунду гравці підсумовують свої бали, отримані з різних джерел. Гравець, який набрав найбільшу кількість очок, виграє гру.
Також доступний одиночний варіант, у якому використовується набір карт як штучний супротивник, що дозволяє гравцям випробувати гру наодинці.

## Комплектація гри
Базовий набір гри «Загублені руїни Арнаку» включає в себе:
- 1 двостороннє ігрове поле
- 1 двостороннє поле запасу
- 16 початкових карт (по 4 на гравця)
- 19 карт страху
- 40 карт предметів
- 35 карт артефактів
- 4 двосторонні планшети гравця
- 15 плиток охоронців
- 10 плиток рівня 1
- 6 плиток рівня 2
- 12 плиток помічників
- 1 місячний посох
- 1 маркер першого гравця
- 1 блокнот для підрахунку очок
- 27 жетонів монет
- 27 жетонів компасів
- 16 плиток ідолів
- 24 плитки храмів
- 1 аркуш з наліпками (4 записники і 4 лупи)
- 16 маркерів скрижалей
- 12 маркерів наконечників стріл
- 9 маркерів самоцвітів
- 5 жетонів блокування
- 8 міплів (2 фігурки археологів кожного з 4 кольорів)
- 18 плиток дослідницьких бонусів
- 10 плиток накопичення
- 15 плиток дій конкурента для соло-гри
- Правила гри

## Доповнення
У 2021-му році вийшло перше дововнення до гри під назвою Загублені Руїни Арнаку: Лідери Експедицій (англ. Lost Ruins of Arnak: Expedition Leaders). Також в тому ж році були випущені два мінідоповнення до соло-режиму гри, Lost Ruins of Arnak: Solo Mini Expansions та Lost Ruins of Arnak: The Search For Professor Kutil.

## Українська локалізація
Гру локалізовано видавництвом Lord of Boards та випущено у травні 2021-го року., так само, як і доповнення Лідери Експедицій у 2-му кварталі 2022-го року.